# Pontefice (storia romana)
Il pontefice era un sacerdote della Religione romana. 
L'istituzione del collegio dei pontefici, inizialmente e fino al 300 a.C. in numero di cinque, è fatta risalire dalla tradizione romana al re Numa Pompilio, successore di Romolo.
Per quanto concerne la nomina dei pontefici veniva usato il sistema della cooptatio fino al 104 a.C., quando la legge Domizia introdusse l'elezione popolare.

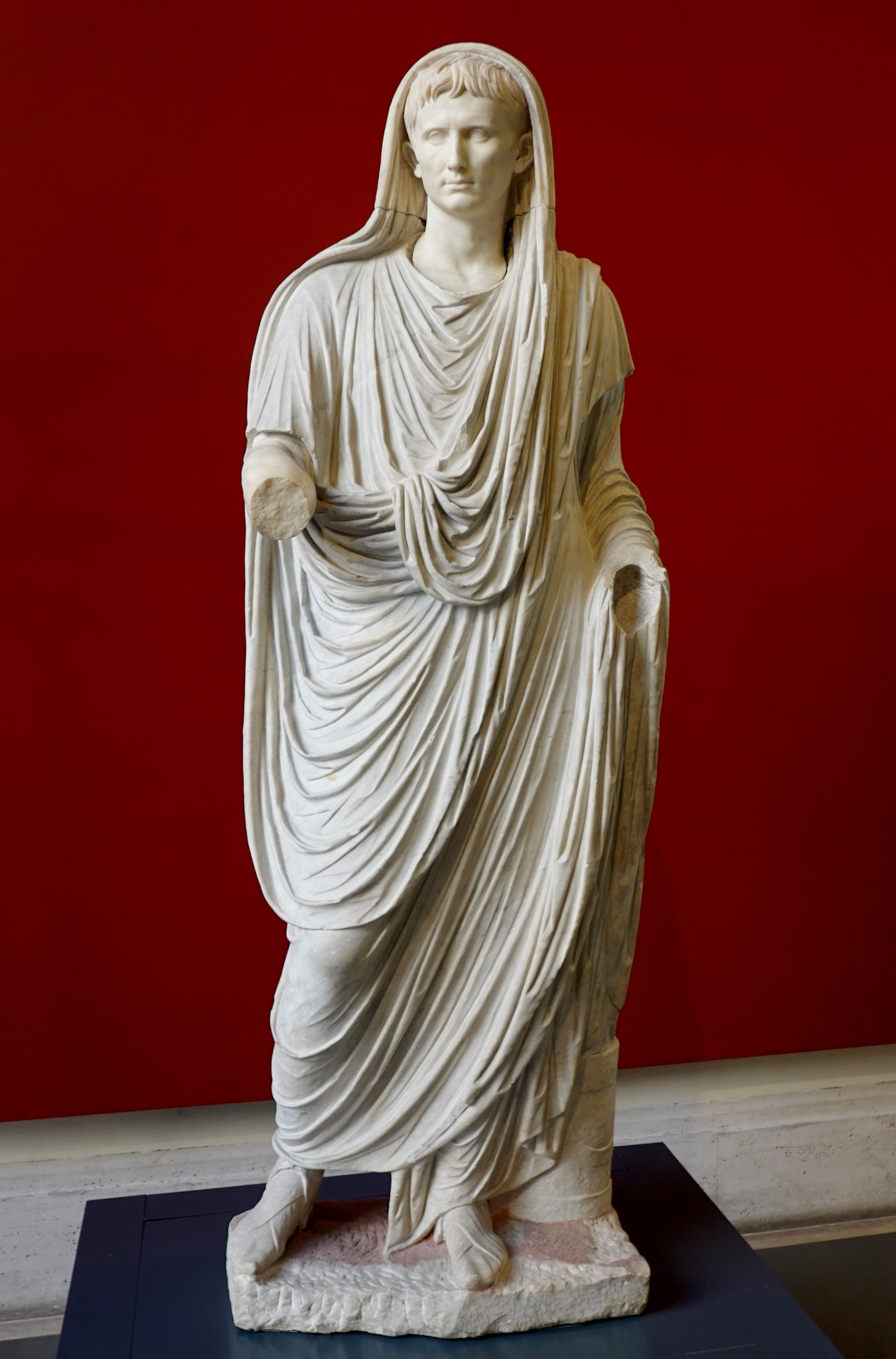
Augusto come Pontefice Massimo. Statua esposta al Palazzo Massimo alle Terme, Roma

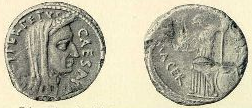
Denario con rappresentato Gaio Giulio Cesare Pontefice Massimo

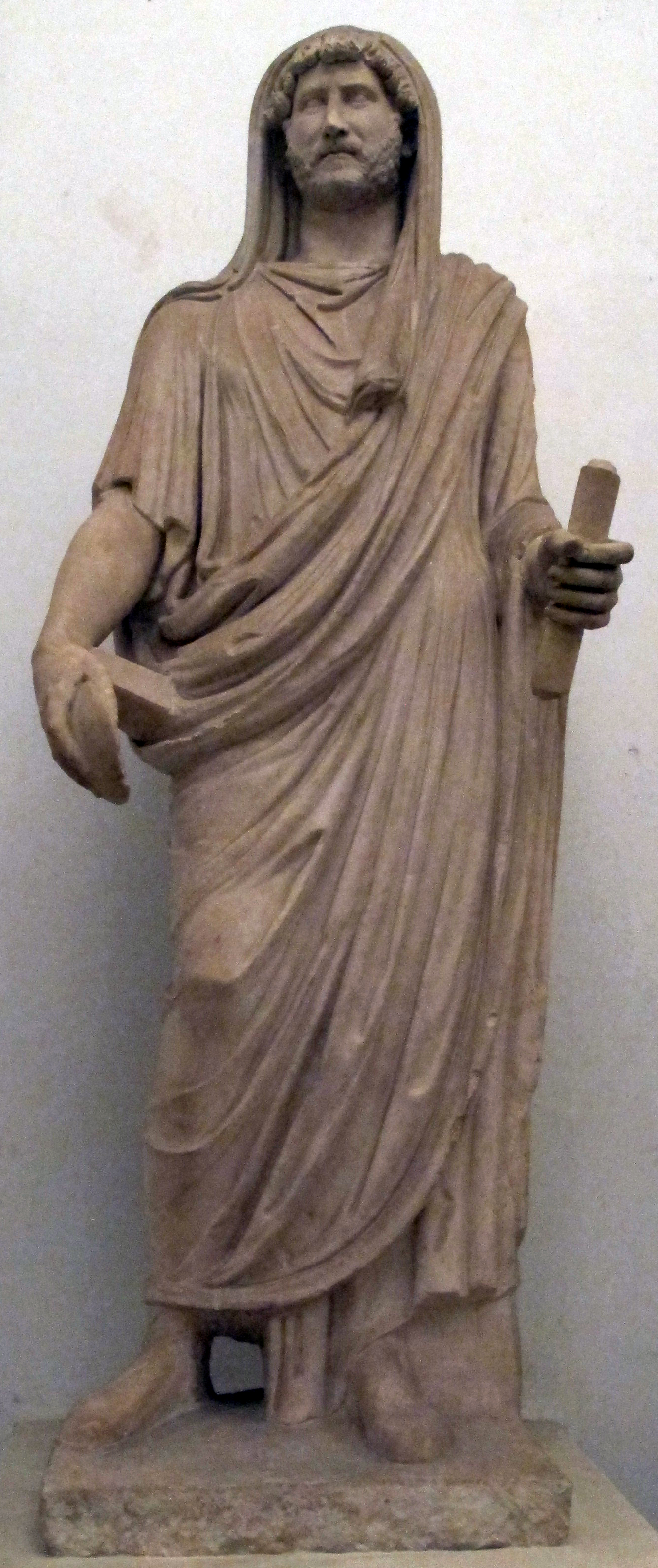
Adriano come Pontefice Massimo. Statua esposta ai Musei Capitolini, Roma

## Origine del termine
Il termine Pontifex, dal latino pontis facĕre, doveva indicare colui che curava la costruzione del ponte sul Tevere ("costruttore di ponti"), poi translato per indicare colui che fungeva da ponte cioè fra l'immanente e il trascendente. 
(Marco Terenzio Varrone, De lingua Latina, V, 83.)

## Storia
Esistono paralleli in altri popoli: equivalente era nell'antica Grecia la figura del ghephyrotés, o ghephyropoiós (dal verbo greco γεφυρόω, ghephyróō, «costruire un ponte»). La similarità tra i due sacerdozi fa pensare che la carica sacerdotale sia molto antica, di origine indo-europea. C'è chi ha fatto notare che in epoca antica, in Tessaglia, le immagini degli Dei da venerare venivano poste sopra il ponte sul fiume Peneus; da qui discenderebbe il nome dei sacerdoti preposti al culto. 
In ambiente latino arcaico rimane il collegamento tra i pontefici ed i ponti: il primo ponte di Roma, il Sublicius, era infatti restaurato a cura del collegio pontificale. Il "ponte" è comunque un concetto simbolico dalla valenza mistico-spirituale. Anche in epoca cristiana il ponte era il mezzo con il quale si poteva attraversare il fiume, cioè la separazione fra la vita e la morte. La zona ad oriente del corso d'acqua era riservata ai vivi e la zona ad occidente ai morti.
L'accostamento con la tradizione greca potrebbe essere un ulteriore indizio a sostegno dei miti relativi alla fondazione di Roma, che insistono sui contatti avuti tra le popolazioni latine ed alcuni profughi provenienti dalla antica Grecia. 
Dalla nascita della Repubblica (509 a.C.) e fino al 300 a.C., solo i patrizi poterono far parte di questo collegio, la cui carica era a vita; da questa data, quando fu emanata la Lex Ogulnia, dopo un'aspra lotta politica che vide contrapposti i plebei, guidati da Publio Decio Mure, ai patrizi, guidati da Appio Claudio Cieco, vi ebbero accesso anche i plebei, a cui furono riservati 4 pontefici del collegio sacerdotale, portato da 5 a 9 membri.
Molte delle pronunce pontificali sono state tramandate oralmente per molto tempo, fino ad essere inserite, in una sorta di giurisprudenza, nella legge delle XII tavole nel 451-450 a.C.

## Funzioni e poteri

### Funzioni religiose e giuridiche
Il collegio dei pontefici (pontifices), anticamente composto da cinque membri e presieduto dal Pontifex maximus, che in età repubblicana, finirà con l'usurpare ogni potere al rex sacrorum, sostituendolo nella regia e assumendo il controllo su tutti gli atti relativi alla vita religiosa. Questo collegio antichissimo era depositario di un patrimonio tradizionale di esperienze e di nozioni commiste a riti religiosi, tra cui era molto rilevante la conoscenza  delle regole atte a preservare la pax deorum (pace degli dei) nonché dei mores (mos maiorum, tradizioni, norme etiche) cui deve adeguarsi il comportamento dei privati, il che fa dei pontefici i depositari di tutta la sapienza giuridica, attinente al ius sacrum (diritto sacro), come più tardi allo stesso ius civile laico. I Pontefici in un primo tempo furono i soli depositari e conoscitori delle leggi, le quali avevano il carattere di norme sacre di valore magico. La classe sacerdotale romana, formata dai membri più eminenti delle famiglie patrizie, deteneva il monopolio dell’informazione cronachistica e storica, attraverso gli Annales Maximi, tenuti dal Pontefice Massimo, che ogni anno su di una tavola (tabula dealbata) esposta all’esterno della sua residenza scriveva i nomi dei magistrati e gli avvenimenti più importanti di guerra e pace, fra cui abbondavano le notizie di prodigi. Queste tavole, custodite negli archivi dei pontefici, furono poi pubblicate ed ampliate in forma letteraria verso il 120 a.C. dal pontefice Publio Muzio Scevola. Le tavole dei pontefici servirono da fondamento per tutta la storiografia latina successiva, che ne conserva il procedimento annalistico con la distinzione tra avvenimenti interni e guerre esterne, l’esclusivo concentrarsi dell’interesse sulle vicende di Roma capitale, l’importanza data ai prodigi, l’intento celebrativo.

### Presidenza del collegio sacerdotale
Tra essi era inoltre eletto il pontifex maximus, presidente e rappresentante del collegio, che ancora verso la fine della repubblica rivestiva il quinto posto da un punto di vista formale nella seguente gerarchia: 
- il rex sacrorum, il sacerdote al quale erano affidate le funzioni religiose compiute un tempo dai Re;
- i tre Flamini maggiori: il Dialis, il Martialis ed il Quirinalis;
- il pontefice massimo;
- le Vestali, in parte membri del collegio pontificio.[10]

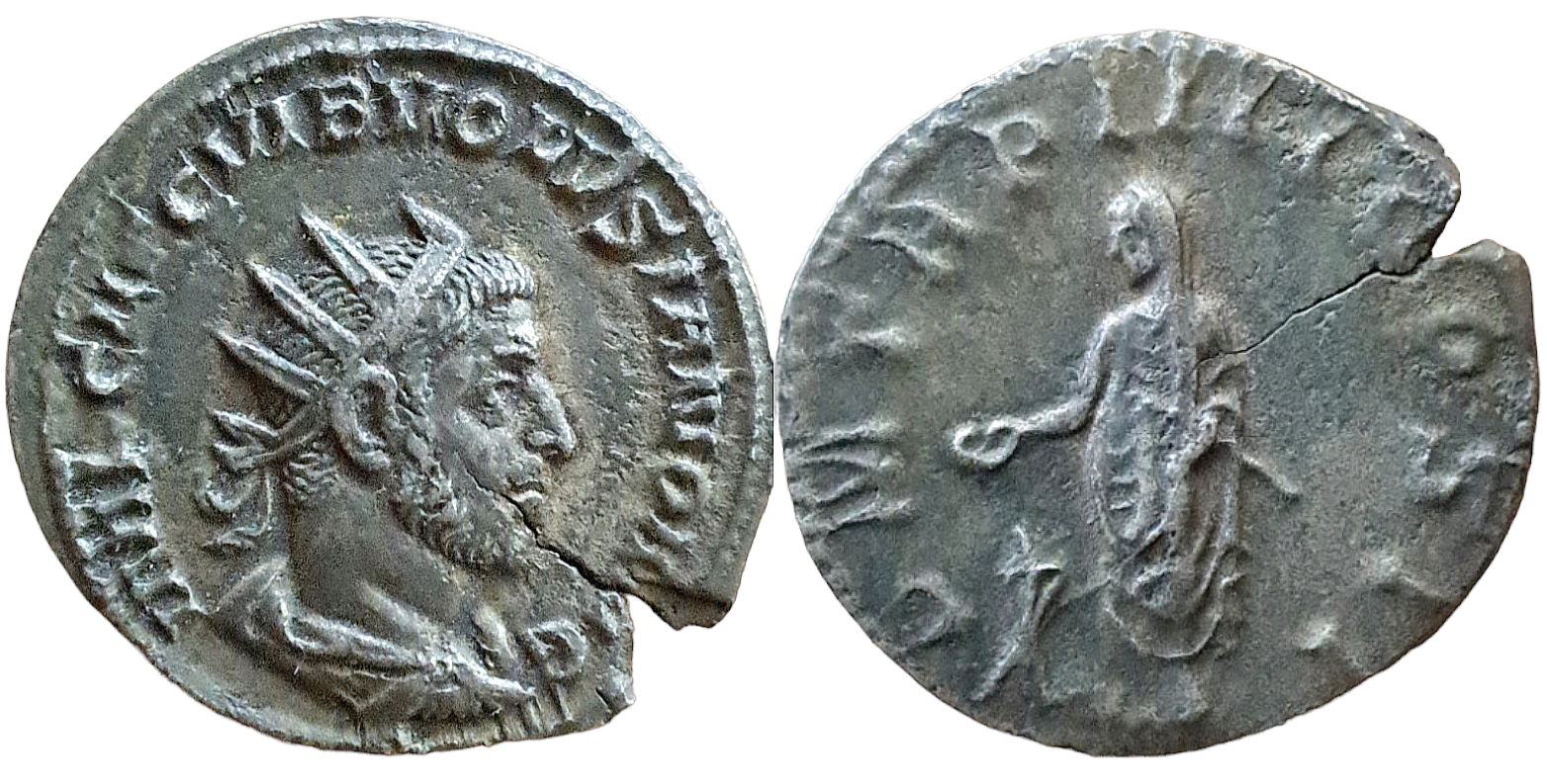
Antoniniano in biglione di Volusiano, coniato nel 253 dalla zecca di Roma. Al dritto il profilo dell'imperatore rivolto a destra, indossante corazza e paludamentum, e col capo cinto dalla corona radiata, attributo della divinità solare, il cui culto di origine orientale, fortunatissimo presso i soldati, si integrò dal II secolo nel tradizionale Pantheon olimpico. La legenda reca IMP(eratori) CAE(sari) C(aio) VIB(io) VOLVSIANO AVG(usto). Al rovescio l'imperatore, stante e rivolto a sinistra, indossa una lunga toga, ed è velato capite. Egli è ritratto cioè come Pontifex Maximus, ed effettua un sacrificio davanti un altare, avente una patera rituale nella destra e uno scettro nella sinistra. La legenda reca P(ontifici) M(aximo) TR(ibunicia) P(otestate) III CO(n)S(uli) II.

Col tempo il potere del pontefice massimo divenne tale da subordinare, di fatto, quello del rex sacrorum e da consentirgli giurisdizione sui Flamini e sulle Vestali. Tutto il collegio (come gli altri sacerdoti) aveva diritto alla toga praetexta, ai littori ed alla sella curulis.

## Elenco pontefici
Questi sono nomi noti di pontefici in ordine cronologico:
- Marco Orazio Pulvillo, dedicatario del tempio di Giove Capitolino nel 509 a.C.
- Gaio Fabio Dorsuo (390 a.C.)
- Marco Valerio (340 a.C.)
- Publio Decio Mure (300 a.C.)[12]
- Publio Sempronio Sofo (300 a.C.)[12]
- Gaio Marcio Rutilo Censorino (300 a.C.)[12]
- Marco Livio Denter (300 a.C.)[12]
- Marco Pomponio Matone (217 a.C.)
- Lucio Emilio Paolo (217 a.C.)
- Tito Otacilio Crasso (217 a.C.)
- Publio Scantinio (fino al 216 a.C.)
- Quinto Elio Peto (fino al 216 a.C.)
- Quinto Fabio Massimo Verrucoso (216 a.C.)
- Tito Manlio Torquato (216 a.C.)
- Quinto Fulvio Flacco (216 a.C.)
- Quinto Cecilio Metello (216 a.C.)
- Gaio Papirio Maso (fino al 213 a.C.)
- Marco Cornelio Cetego (213 a.C.)
- Gneo Servilio Cepione (213 a.C.)
- Gaio Livio Salinatore (211 a.C.)
- Servilio Sulpicio Galba (203 a.C.)
- Gaio Sempronio Tuditano (202 a.C.)
- Gaio Sulpicio Galba (202 a.C.)
- Marco Claudio Marcello (177 a.C.)